# Llista de premis i nominacions rebuts per Lady Gaga
La llista de premis i nominacions rebuts per Lady Gaga és un llistat de premis i nominacions que ha rebut aquesta cantautora nord-americana des del seu debut amb el llançament al mercat de l'àlbum The Fame. Aquest àlbum ha donat lloc a diversos hits, incloent "Just Dance", que va ser nominat a Millor enregistrament dance als Premis Grammy. Als mateixos premis la cançó "Poker Face" va ser nominada a Millor cançó de l'any, Millor enregistrament de l'any, i va guanyar Millor enregistrament dance del 2010.
A més dels senzills, l'àlbum The Fame guanyà diversos premis i nominacions; va ser nominat com a Grammy a l'àlbum de l'any i va guanyar el premi al Millor àlbum electrònic/dance. Gaga ha rebut un total de 421 premis en 515 nominacions.

## Premis American Music
| Any  | Treball nominat | Premi                                                           | Resultat |
| ---- | --------------- | --------------------------------------------------------------- | -------- |
| 2009 | The Fame        | Premis American Music per Pop/Rock - Àlbum Favorit              | Nominat  |
| 2009 | Lady Gaga       | Premis American Music per Artista de l'Any                      | Nominat  |
| 2009 | Lady Gaga       | Premis American Music per Artista Femenina Favorita de Pop/Rock | Nominat  |
| 2009 | Lady Gaga       | Premis American Music per Artista Revelació                     | Nominat  |

## Premis ASCAP
| Any  | Treball nominat | Premi                                         | Resultat  |
| ---- | --------------- | --------------------------------------------- | --------- |
| 2010 | "Just Dance"    | Premis ASCAP Pop Music - Most Performed Songs | Guanyador |
| 2010 | "Paparazzi"     | Premis ASCAP Pop Music - Most Performed Songs | Guanyador |

## Premis BET
| Any  | Treball nominat             | Premi                | Resultat  |
| ---- | --------------------------- | -------------------- | --------- |
| 2010 | "Video Phone" (amb Beyoncé) | Videoclip de l'Any   | Guanyador |
| 2010 | "Video Phone" (amb Beyoncé) | Millor Col·laboració | Nominat   |

## Premis Billboard
| Any  | Treball nominat | Premi                 | Resultat  |
| ---- | --------------- | --------------------- | --------- |
| 2009 | Lady Gaga       | Billboard Rising Star | Guanyador |

### Premis Billboard Year End Chart
| Any  | Treball nominat | Premi                                                             | Resultat  |
| ---- | --------------- | ----------------------------------------------------------------- | --------- |
| 2009 | Lady Gaga       | Billboard Year End Chart Awards for Best Hot 100 Artist           | Guanyador |
| 2009 | Lady Gaga       | Billboard Year End Chart Awards for Best Hot Digital Songs Artist | Guanyador |
| 2009 | Lady Gaga       | Billboard Year End Chart Awards for Best Hot Pop Songs Artist     | Guanyador |
| 2009 | Lady Gaga       | Billboard Year End Chart Awards for Top Dance/Electronic Artist   | Guanyador |
| 2009 | Lady Gaga       | Billboard Year End Chart Awards for Canadian Hot 100 Artist       | Guanyador |
| 2009 | Poker Face      | Billboard Year End Chart Awards for European Hot 100 songs        | Guanyador |
| 2009 | The Fame        | Billboard Year End Chart Awards for Best Electronic/Dance album   | Guanyador |
| 2009 | The Fame        | Billboard Year End Chart Awards for European Top 100 albums       | Guanyador |

### Premis Latin Billboard Music
| Any  | Treball nominat | Premi                                                               | Resultat  |
| ---- | --------------- | ------------------------------------------------------------------- | --------- |
| 2010 | Lady Gaga       | Latin Billboard Music Awards for Crossover Artist of the Year       | Nominat   |
| 2010 | Lady Gaga       | Latin Billboard Music Awards for Crossover Artist of the Year, Solo | Guanyador |

## Premis BMI
| Any  | Treball nominat | Premi                              | Resultat  |
| ---- | --------------- | ---------------------------------- | --------- |
| 2010 | "Poker Face"    | BMI Pop Awards Award-Winning Songs | Guanyador |
| 2010 | "Just Dance"    | BMI Pop Awards Award-Winning Songs | Guanyador |
| 2010 | "Love Game"     | BMI Pop Awards Award-Winning Songs | Guanyador |

## Premis Brit
| Any  | Treball nominat | Premi                            | Resultat  |
| ---- | --------------- | -------------------------------- | --------- |
| 2010 | The Fame        | Best international Album         | Guanyador |
| 2010 | Lady Gaga       | International Female Solo Artist | Guanyador |
| 2010 | Lady Gaga       | International Breakthrough Act   | Guanyador |

## Premis Channel [V] Thailand Music Video
| Any  | Treball nominat | Premi                                                                        | Resultat  |
| ---- | --------------- | ---------------------------------------------------------------------------- | --------- |
| 2009 | "Poker Face"    | Channel [V] Thailand Music Video Award for Popular International Music Video | Guanyador |
| 2009 | Lady Gaga       | Channel [V] Thailand Music Video Award for Popular International Artist      | Guanyador |
| 2009 | Lady Gaga       | Channel [V] Thailand Music Video Award for Popular International New Artist  | Nominat   |

## Premis Echo
| Any  | Treball nominat | Premi                                         | Resultat  |
| ---- | --------------- | --------------------------------------------- | --------- |
| 2010 | Lady Gaga       | Best International Female Artist              | Guanyador |
| 2010 | Lady Gaga       | Best International Newcomer                   | Guanyador |
| 2010 | "Poker Face"    | Best International/National Hit of the Year   | Guanyador |
| 2010 | The Fame        | Best International/National Album of the Year | Nominat   |

## Premis ESKA Music
| Any  | Treball nominat | Premi                          | Resultat  |
| ---- | --------------- | ------------------------------ | --------- |
| 2009 | Lady Gaga       | ESKA Award for Best New Artist | Guanyador |

## Premis GLAAD Media
| Any  | Treball nominat | Premi                    | Resultat  |
| ---- | --------------- | ------------------------ | --------- |
| 2010 | Lady Gaga       | Outstanding Music Artist | Guanyador |

## Premis Grammy
| Any  | Obra           | Categoria                                               | Resultat   | Ref    |
| ---- | -------------- | ------------------------------------------------------- | ---------- | ------ |
| 2009 | "Just Dance"   | Millor gravació de dance                                | Nominada   | [ 17 ] |
| 2010 | "Poker Face"   | Cançó de l'any                                          | Nominada   | [ 18 ] |
| 2010 | "Poker Face"   | Gravació de l'any                                       | Nominada   | [ 18 ] |
| 2010 | "Poker Face"   | Millor gravació de dance                                | Nominada   | [ 18 ] |
| 2010 | The Fame       | Àlbum de l'any                                          | Nominada   | [ 18 ] |
| 2010 | The Fame       | Millor àlbum de música dance/electrònica                | Guanyadora |        |
| 2011 | Bad Romance    | Best Female Pop Vocal Performance                       | Guanyadora |        |
| 2020 | A Star Is Born | Millor banda sonora recopilatòria per a suports visuals | Guanyadora | [ 19 ] |

## Premis International Dance Music
| Any  | Treball nominat  | Premi                                                                | Resultat  |
| ---- | ---------------- | -------------------------------------------------------------------- | --------- |
| 2009 | Lady Gaga        | International Dance Music Award for Best Break-Through Artist (Solo) | Guanyador |
| 2009 | "Just Dance"     | International Dance Music Award for Best Pop Dance Track             | Guanyador |
| 2009 | "Just Dance"     | International Dance Music Award for Best Music Video                 | Nominat   |
| 2010 | "Bad Romance"    | International Dance Music Award for Best Pop Dance Track             | Nominat   |
| 2010 | "Bad Romance"    | International Dance Music Award for Best Music Video                 | Guanyador |
| 2010 | The Fame Monster | International Dance Music Award for Best Artist Album                | Nominat   |
| 2010 | Lady Gaga        | International Dance Music Award for Best Artist(Solo)                | Nominat   |

## Premis Japan Gold Disc
| Any                       | Treball nominat | Premi                         | Resultat  |
| ------------------------- | --------------- | ----------------------------- | --------- |
| 2010                      | Lady Gaga       | Best New Artist International | Guanyador |
| The three Best New Artist | Lady Gaga       | Guanyador                     |           |

## Premis Los 40 Principales
| Any  | Treball nominat | Premi                                         | Resultat |
| ---- | --------------- | --------------------------------------------- | -------- |
| 2009 | "Poker Face"    | Best International Song in a foreign language | Nominat  |

## Premis Meteor Music
| Any  | Treball nominat  | Premi                     | Resultat  |
| ---- | ---------------- | ------------------------- | --------- |
| 2010 | Lady Gaga        | Best International Female | Guanyador |
| 2010 | The Fame Monster | Best International Album  | Nominat   |

## Premis MOBO
| Any  | Treball nominat | Premi                                 | Resultat |
| ---- | --------------- | ------------------------------------- | -------- |
| 2009 | Lady Gaga       | MOBO Award for Best International Act | Nominat  |

## Premis MP3 Music
| Any  | Treball nominat | Premi                                      | Resultat  |
| ---- | --------------- | ------------------------------------------ | --------- |
| 2009 | "LoveGame"      | The RCD Award - Radio / Charts / Downloads | Guanyador |

## Premis MTV

### Premis MTV Latinoamérica
| Any  | Treball nominat | Premi                                                             | Resultat  |
| ---- | --------------- | ----------------------------------------------------------------- | --------- |
| 2009 | Lady Gaga       | Los Premios MTV Latinoamérica: Mejor Artista de Pop Internacional | Nominat   |
| 2009 | Lady Gaga       | Los Premios MTV Latinoamérica: Mejor Artista Nuevo Internacional  | Guanyador |
| 2009 | "Poker Face"    | Los Premios MTV Latinoamérica: Canción del Año                    | Guanyador |
| 2009 | "Poker Face"    | Los Premios MTV Latinoamérica: Mejor Ringtone                     | Nominat   |

### Premis MTV Australia
| Any  | Treball nominat | Premi                                | Resultat |
| ---- | --------------- | ------------------------------------ | -------- |
| 2009 | Lady Gaga       | MTV Australia Award for Breakthrough | Nominat  |
| 2009 | "Poker Face"    | MTV Australia Award for Best Video   | Nominat  |

### Premis MTV Video Music Brasil
| Any  | Treball nominat | Premi                            | Resultat |
| ---- | --------------- | -------------------------------- | -------- |
| 2009 | Lady Gaga       | International Artist of the Year | Nominat  |

### Premis MTV Video Music Italy
| Any  | Treball nominat | Premi                                      | Resultat |
| ---- | --------------- | ------------------------------------------ | -------- |
| 2010 | Lady Gaga       | TRL video music awards My first Lady award | Nominat  |
| 2010 | Lady Gaga       | TRL video music awards Best Look           | Nominat  |

### Premis MTV Europe Music
| Any  | Treball nominat | Premi                                                         | Resultat  |
| ---- | --------------- | ------------------------------------------------------------- | --------- |
| 2009 | Lady Gaga       | MTV Europe Music Awards for Best New Act                      | Guanyador |
| 2009 | Lady Gaga       | MTV Europe Music Awards for Best Female                       | Nominat   |
| 2009 | Lady Gaga       | MTV Europe Music Awards for Best World Stage Live Performance | Nominat   |
| 2009 | Lady Gaga       | MTV Europe Music Awards for Best Live Act                     | Nominat   |
| 2009 | "Poker Face"    | MTV Europe Music Awards for Best Song                         | Nominat   |

### Premis MTV Video Music Japan
| Any  | Treball nominat              | Premi                    | Resultat  |
| ---- | ---------------------------- | ------------------------ | --------- |
| 2010 | "Poker Face"                 | Best Female Video        | Nominat   |
| 2010 | "Poker Face"                 | Best Karaoke Song        | Nominat   |
| 2010 | "Poker Face"                 | Best Video of the Year   | Nominat   |
| 2010 | "Poker Face"                 | Best Dance Video         | Guanyador |
| 2010 | "Video Phone" (with Beyoncé) | Best Collaboration Video | Nominat   |

### Premis MTV Video Music
| Any  | Treball nominat | Premi                                          | Resultat  |
| ---- | --------------- | ---------------------------------------------- | --------- |
| 2009 | "Poker Face"    | MTV Video Music Award for Video of the Year    | Nominat   |
| 2009 | "Poker Face"    | MTV Video Music Award for Best Female Video    | Nominat   |
| 2009 | "Poker Face"    | MTV Video Music Award for Best Pop Video       | Nominat   |
| 2009 | "Poker Face"    | MTV Video Music Award for Best New Artist      | Guanyador |
| 2009 | "Paparazzi"     | MTV Video Music Award for Best Direction       | Nominat   |
| 2009 | "Paparazzi"     | MTV Video Music Award for Best Editing         | Nominat   |
| 2009 | "Paparazzi"     | MTV Video Music Award for Best Special Effects | Guanyador |
| 2009 | "Paparazzi"     | MTV Video Music Award for Best Cinematography  | Nominat   |
| 2009 | "Paparazzi"     | MTV Video Music Award for Best Art Direction   | Guanyador |

## Premis MuchMusic Video
| Any  | Treball nominat | Premi                                                                    | Resultat  |
| ---- | --------------- | ------------------------------------------------------------------------ | --------- |
| 2009 | "Poker Face"    | MuchMusic Video Award for Best International Artist Video                | Guanyador |
| 2009 | "Poker Face"    | MuchMusic Video Award for People's Choice: Favourite International Video | Nominat   |
| 2010 | "Telephone"     | MuchMusic Video Award for People's Choice: Favourite International Video | Nominat   |
| 2010 | "Telephone"     | MuchMusic Video Award for Best International Artist Video                | Nominat   |

## Premis Nickelodeon Kids' Choice
| Any  | Treball nominat | Premi                                          | Resultat |
| ---- | --------------- | ---------------------------------------------- | -------- |
| 2010 | Lady Gaga       | Kids' Choice Awards for Favorite Female Singer | Nominat  |
| 2010 | "Paparazzi"     | Kids' Choice Awards for Favorite Song          | Nominat  |

## Premis NME
| Any  | Treball nominat | Premi                                | Resultat  |
| ---- | --------------- | ------------------------------------ | --------- |
| 2010 | "Poker Face"    | NME Award for Best Dancefloor Filler | Nominat   |
| 2010 | Lady Gaga       | NME Award for Best Solo Artist       | Nominat   |
| 2010 | Lady Gaga       | NME for Villain of the Year          | Nominat   |
| 2010 | Lady Gaga       | NME Award for Best Dressed           | Guanyador |
| 2010 | Lady Gaga       | NME Award for Worst Dressed          | Guanyador |
| 2010 | The Fame        | NME Award for Worst Album            | Nominat   |

## Premis NRJ Music
| Any  | Treball nominat | Premi                                | Resultat  |
| ---- | --------------- | ------------------------------------ | --------- |
| 2010 | Lady Gaga       | International Revelation of the Year | Guanyador |
| 2010 | "Poker Face"    | International Song of the Year       | Nominat   |
| 2010 | The Fame        | International Album of the Year      | Nominat   |

## Premis People's Choice
| Any  | Treball nominat | Premi                    | Resultat  |
| ---- | --------------- | ------------------------ | --------- |
| 2010 | Lady Gaga       | Favorite Pop Artist      | Guanyador |
| 2010 | Lady Gaga       | Favorite Breakout Artist | Guanyador |

## Premis "Premios Oye!"
| Any  | Treball nominat | Premi                                        | Resultat  |
| ---- | --------------- | -------------------------------------------- | --------- |
| 2009 | The Fame        | Premios Oye for English - Album of the Year  | Guanyador |
| 2009 | The Fame        | Premios Oye for English - Best New Artist    | Guanyador |
| 2009 | "Poker Face"    | Premios Oye for English - Record of the Year | Guanyador |

## Premis Q
| Any  | Treball nominat | Premi                            | Resultat  |
| ---- | --------------- | -------------------------------- | --------- |
| 2009 | Lady Gaga       | Q Awards for Breakthrough Artist | Nominat   |
| 2009 | "Just Dance"    | Q Awards for Best Video          | Guanyador |

## Premis Swiss Music
| Any  | Treball nominat | Premi                                             | Resultat  |
| ---- | --------------- | ------------------------------------------------- | --------- |
| 2009 | Lady Gaga       | Swiss Music Award for International Best Newcomer | Nominat   |
| 2009 | "Poker Face"    | Swiss Music Award for International Best Song     | Guanyador |

## Premis Teen Choice
| Any  | Treball nominat  | Premi                                                     | Resultat  |
| ---- | ---------------- | --------------------------------------------------------- | --------- |
| 2009 | "Just Dance"     | Teen Choice Award for Choice Music: Hook Up               | Guanyador |
| 2009 | "Poker Face"     | Teen Choice Award for Choice Music: Single                | Nominat   |
| 2009 | The Fame         | Teen Choice Award for Choice Music: Album (Female Artist) | Nominat   |
| 2009 | Lady Gaga        | Teen Choice Award for Choice Music: Female Artist         | Nominat   |
| 2009 | Lady Gaga        | Teen Choice Award for Choice Music: Breakout Artist       | Nominat   |
| 2009 | Lady Gaga        | Teen Choice Award for Choice Celebrity Dancer             | Nominat   |
| 2010 | Lady Gaga        | Teen Choice Award for Choice Music: Female Artist         | Pendent   |
| 2010 | Lady Gaga        | Choice Red Carpet Fashion Icon—Female                     | Pendent   |
| 2010 | Lady Gaga        | Choice Summer Music Star—Female                           | Pendent   |
| 2010 | "Bad Romance"    | Choice Music: Single                                      | Pendent   |
| 2010 | "Telephone"      | Choice Music: Hook Up                                     | Pendent   |
| 2010 | The Fame Monster | Choice Music: Album—Pop                                   | Pendent   |
| 2010 | "Alejandro"      | Choice Summer: Song                                       | Pendent   |

## Premis The Record of the Year
| Any  | Treball nominat | Premi                  | Resultat  |
| ---- | --------------- | ---------------------- | --------- |
| 2009 | "Poker Face"    | The Record of the Year | Guanyador |

## Premis TMF
| Any  | Treball nominat | Premi                                          | Resultat  |
| ---- | --------------- | ---------------------------------------------- | --------- |
| 2009 | "Poker Face"    | TMF Award for Best International Video         | Nominat   |
| 2009 | The Fame        | TMF Award for Best Album International         | Nominat   |
| 2009 | Lady Gaga       | TMF Award for Best Female Artist International | Guanyador |
| 2009 | Lady Gaga       | TMF Award for Best Pop International           | Guanyador |
| 2009 | Lady Gaga       | TMF Award for Best New Artist International    | Guanyador |

## Premis UK Music Video
| Any  | Treball nominat | Premi                                              | Resultat  |
| ---- | --------------- | -------------------------------------------------- | --------- |
| 2009 | "Paparazzi"     | UK Music Video Awards for Best International Video | Guanyador |

## Premis Urban Music
| Any  | Treball nominat | Premi                 | Resultat |
| ---- | --------------- | --------------------- | -------- |
| 2009 | "Poker Face"    | Best Music Video 2009 | Nominat  |

## Premis Vh1 "Do Something!"
| Any  | Treball nominat | Premi                          | Resultat |
| ---- | --------------- | ------------------------------ | -------- |
| 2010 | "Lady Gaga"     | Vh1 Do Something! Music artist | Nominat  |

## Premis Virgin Media Music
| Any  | Treball nominat | Premi                                                    | Resultat  |
| ---- | --------------- | -------------------------------------------------------- | --------- |
| 2009 | "The Fame"      | Virgin Media Music Awards for Best Album                 | Guanyador |
| 2009 | Lady Gaga       | Virgin Media Music Awards for Shameless Publicity Seeker | Guanyador |
| 2009 | Lady Gaga       | Virgin Media Music Awards for Best Newcomer              | Nominat   |
| 2009 | Lady Gaga       | Virgin Media Music Awards for Best Solo Female           | Nominat   |
| 2009 | Lady Gaga       | Virgin Media Music Awards for Twit of the Year           | Nominat   |
| 2009 | Lady Gaga       | Virgin Media Music Awards for Hottest Female             | Nominat   |
| 2009 | "Just Dance"    | Virgin Media Music Awards for Best Track                 | Nominat   |

## Premis World Music
| Any  | Treball nominat | Premi                                                 | Resultat  |
| ---- | --------------- | ----------------------------------------------------- | --------- |
| 2010 | "Poker Face"    | World Music Awards for Best Song of the Year          | Guanyador |
| 2010 | "The Fame"      | World Music Awards for Best Album of the Year         | Guanyador |
| 2010 | Lady Gaga       | World Music Awards for Best Pop/Rock Artist           | Guanyador |
| 2010 | Lady Gaga       | World Music Awards for Best New Artist                | Guanyador |
| 2010 | Lady Gaga       | World Music Awards for Best Selling Artist of America | Guanyador |